# Nishada marginalis
Nishada marginalis là một loài bướm đêm thuộc phân họ Arctiinae, họ Erebidae.